# Francesco Marmitta
Francesco Marmitta, né vers 1472 ou 1474 et mort avant juin 1505, à Parme, est un peintre italien et enlumineur du Quattrocento tardif.

## Biographie
Vasari le cite à travers la vie du lapidaire Valerio Belli, lequel rappelle que Marmitta, artiste délicat et très lié au monde des orfèvres, « était un grand imitateur des anciens. Et qu'à ce titre, il fit de belles choses. »
On le dit fils d'un commerçant parmesan vendeur de cire et de laine et appelé Marco. Peu de détails nous sont parvenus sur ses années de formation mais il aurait connu l'influence du peintre Francesco Francia, présent à Parme vers 1469, ainsi que celle d'Ercole de' Roberti.
Entre décembre 1502 et le début de 1503, Marmitta épouse Isabella, fille de l'orfèvre Innocenzo Canossa : deux garçons naîtront de cette union, Ludovico et Giacomo.

## Œuvres

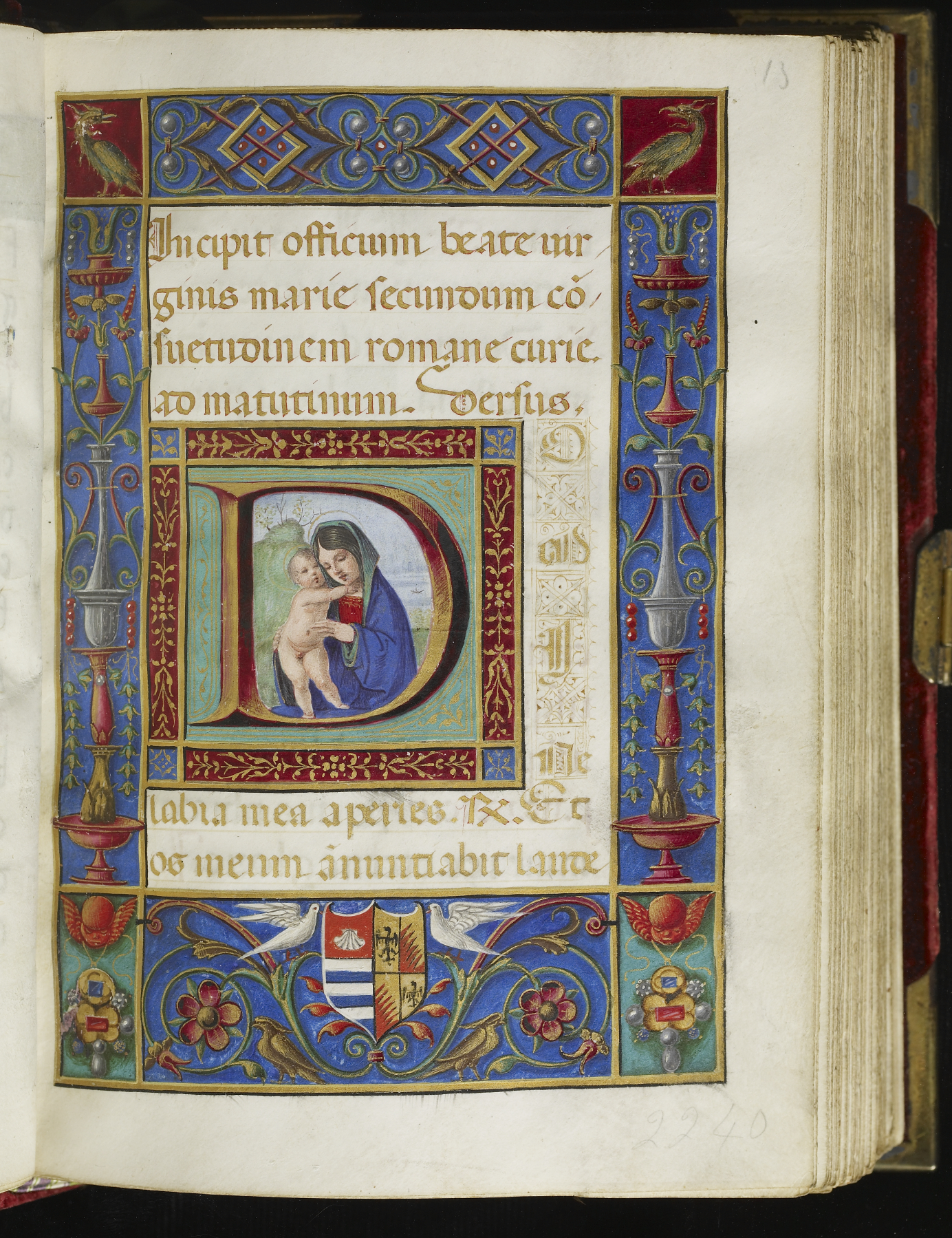
Page des Heures Rangoni-Bentiglio.

### Miniatures
Plusieurs manuscrits enluminés lui sont attribués :
- miniatures du manuscrit de Pétrarque de la bibliothèque de Cassel
- Missel du cardinal della Rovere conservé au Museo Civico de Turin
- Livre d'heures de la famille Durazzo ou Offiziolo Durazzo, Biblioteca Civica de Gênes[3].
- L'Adoration des bergers, miniature isolée, vers 1500 Metropolitan Museum of Art, New York[4]
- Livre d'heures Rangoni-Bentivoglio, vers 1505, Walters Art Museum, Baltimore, W469[5]
- Livre d'heures Dall'Armi, 14 lettrines historiées et 4 grandes miniatures, vers 1490, ancienne coll. Rosenberg Ms.19, passé en vente chez Christie's le 23 avril 2021 (lot 14)[6]

### Peintures
La Vierge et l'Enfant entre saint Benoît et saint Quentin (bois, 220 × 138 cm), longtemps attribuée à Francesco Bianchi et exposée au Musée du Louvre est désormais considérée comme l'une de ses œuvres, la seule peinture sur bois qu'on lui connaît,.

### Dessins
- Crucifixion, cabinet des dessins du musée du Louvre, Inv.5609[9],[10]

Le British Museum possède quelques dessins.